# 북방왕개미
북방왕개미(Camponotus herculeanus)는 곤충강 벌목 개미과 불개미아과 왕개미속에 속한다. 유라시아 대륙 북부에 분포하는데, 북유럽부터 시작하여 러시아를 걸쳐 광범위한 분포를 보인다. 거기에 한반도 동북부(함경도, 강원도 북부 일부)도 포함되어있다. 전체적인 특징은 한국홍가슴개미(Camponotus atrox)와 많이 닮아있다. 그러나 북방왕개미는 더듬이와 다리가 뚜렷한 붉은색을 띄는 점에서 더듬이와 다리가 전체가 검은 한국홍가슴개미와 구분된다. 대한민국에선 강원도 비무장지대에 서식할 가능성이 있다고 추측될 뿐 아직 뚜렷하게 채집된 기록은 없다.